# Saint-Julien-sur-Garonne
Saint-Julien-sur-Garonne település Franciaországban, Haute-Garonne megyében. Lakosainak száma 552 fő (2022. január 1.). Saint-Julien-sur-Garonne Salles-sur-Garonne, Cazères, Gensac-sur-Garonne, Lavelanet-de-Comminges, Rieux-Volvestre, Saint-Élix-le-Château és Goutevernisse községekkel határos.

## Népesség
A település népessége az elmúlt években az alábbi módon változott:
| Lakosok száma | 341  | 282  | 291  | 430  | 536  | 539  | 553  | 552  | 551  | 552  |
|               | 1968 | 1982 | 1990 | 2006 | 2013 | 2015 | 2017 | 2019 | 2020 | 2022 |